# Elecciones al Senado de abril de 2019 (Madrid)
Las elecciones al Senado de 2019 se celebraron en la Comunidad de Madrid el domingo 28 de abril, como parte de las elecciones generales convocadas por Real Decreto dispuesto el 4 de marzo de 2019 y publicado en el Boletín Oficial del Estado el día siguiente. Se eligieron los 4 senadores correspondientes a la circunscripción electoral de Madrid, mediante escrutinio mayoritario plurinominal parcial con listas abiertas.

## Resultados
Los comicios depararon en la elección de 2 senadores Partido Socialista Obrero Español (PSOE), 1 del Partido Popular (PP) y 1 de Ciudadanos (Cs). La candidata más votada fue Cristina Narbona (PSOE), seguida de Pío García-Escudero (PP), Antonio Ferrer (PSOE) y Carlos Cuadrado (Cs). Los resultados del escrutinio completo y definitivo se detallan a continuación:
| Candidato                         | Candidato                         | Lista                    | Votos     |
| --------------------------------- | --------------------------------- | ------------------------ | --------- |
|                                   | María Cristina Narbona Ruiz       | PSOE                     | 1 090 551 |
|                                   | Pío García-Escudero Márquez       | PP                       | 1 009 911 |
|                                   | Antonio Armando Ferrer Sais       | PSOE                     | 979 150   |
|                                   | Carlos Cuadrado Arroyo            | Cs                       | 957 626   |
| Silvia Buabent Vallejo            | Silvia Buabent Vallejo            | PSOE                     | 955 039   |
| Juan Carlos Vera Pró              | Juan Carlos Vera Pró              | PP                       | 695 474   |
| Ángeles Pedraza Portero           | Ángeles Pedraza Portero           | PP                       | 669 945   |
| Juan Luis Cano Perucha            | Juan Luis Cano Perucha            | Cs                       | 637 009   |
| María del Carmen Gutiérrez Moreno | María del Carmen Gutiérrez Moreno | Cs                       | 629 457   |
| Ana María Martínez Arenaza Muñoz  | Ana María Martínez Arenaza Muñoz  | Podemos-IU-Equo          | 625 598   |
| José María Marco Tobarra          | José María Marco Tobarra          | Vox                      | 610 601   |
| María Carmen Barrios Corredera    | María Carmen Barrios Corredera    | Podemos-IU-Equo          | 555 861   |
| José Blanco Martos                | José Blanco Martos                | Podemos-IU-Equo          | 495 847   |
| Carlos Bustelo García del Real    | Carlos Bustelo García del Real    | Vox                      | 310 453   |
| Margarita de la Pisa Carrión      | Margarita de la Pisa Carrión      | Vox                      | 294 595   |
| Ana Belén Martín Rojo             | Ana Belén Martín Rojo             | PACMA                    | 111 211   |
| Jaime Fernández Garrido           | Jaime Fernández Garrido           | PACMA                    | 63 804    |
| Margarita Morales Sarabia         | Margarita Morales Sarabia         | PACMA                    | 60 995    |
| Jorge Serrano Paradinas           | Jorge Serrano Paradinas           | PUM+J                    | 18 250    |
| Fernando Colomo Gómez             | Fernando Colomo Gómez             | RECORTES CERO-GV-PCAS-TC | 18 106    |
| Violeta Cabal Rodríguez           | Violeta Cabal Rodríguez           | RECORTES CERO-GV-PCAS-TC | 12 085    |
| Gloria López López                | Gloria López López                | PH                       | 11 359    |
| José Ramón Lobo Rico              | José Ramón Lobo Rico              | RECORTES CERO-GV-PCAS-TC | 7142      |
| Arturo Viloria Fuentes            | Arturo Viloria Fuentes            | PH                       | 3668      |
| María Luisa Gabaldón Maroto       | María Luisa Gabaldón Maroto       | PH                       | 3489      |
| Juan Francisco Cerrada Cerrada    | Juan Francisco Cerrada Cerrada    | PH                       | 1095      |